# Saison 12 de Meurtres au paradis
Chronologie
Saison 11 Saison 13
Cet article présente les épisodes de la douzième saison de la série télévisée Meurtres au paradis.

## Distribution

### Acteurs principaux
- Ralf Little (en) (VF : Emmanuel Garijo) : Inspecteur-chef Neville Parker
- Shantol Jackson : Sergent Naomi Thomas
- Tahj Miles : Agent Marlon Pryce
- Ginny Holder (en) : Agent Darlene Curtis

### Acteurs récurrents
- Élizabeth Bourgine (VF : elle-même) : Catherine Bordey, maire de Sainte-Marie
- Don Warrington (en) (VF : Daniel Kamwa) : Commandant Selwyn Patterson, chef de la police de Sainte-Marie
- Chelsea Edge : Sophie Chambers (sauf épisodes 3 et 4)

## Liste des épisodes
Sauf indication contraire, les informations mentionnées dans cette section peuvent être confirmées par les bases de données cinématographiques IMDb et Allociné,  présentes dans la section « Liens externes ».

### Épisode 1:L'éclipse
- Royaume-Uni : 6 janvier 2023
- France : 13 mars 2023 sur France 2[2]

### Épisode 2:Les survivalistes
- Royaume-Uni : 13 janvier 2023
- France : 20 mars 2023 sur France 2

### Épisode 3:Plage à vendre
- Royaume-Uni : 20 janvier 2023
- France : 27 mars 2023 sur France 2

### Épisode 4:Désignée coupable
- Royaume-Uni : 27 janvier 2023
- France : 3 avril 2023 sur France 2

### Épisode 5:Un foyer aimant
- Royaume-Uni : 3 février 2023
- France : 10 avril 2023

C'est la fête dans un foyer pour enfants lorsqu'un ancien résident est assassiné : la directrice avoue aussitôt le meurtre mais il semble qu'elle s'accuse pour couvrir le meurtrier, ce qui est vite confirmé par l'analyse de l'arme du crime. 

### Épisode 6:La lettre anonyme (1ère Partie)
- Royaume-Uni : 10 février 2023
- France : 17 avril 2023

### Épisode 7:La lettre anonyme (2ème Partie)
- Royaume-Uni : 17 février 2023
- France : 24 avril 2023

- Jaye Griffiths : DI Karen Flitcroft

### Épisode 8:Sur un air de Calypso
- Royaume-Uni : 24 février 2023
- France : 1er mai 2023

### Épisode spécial:L'étrange Noël de Debbie
- Royaume-Uni : 26 décembre 2023
- France : 27 décembre 2023